# Нуско
Нуско (італ. Nusco) — муніципалітет в Італії, у регіоні Кампанія,  провінція Авелліно.
Нуско розташоване на відстані близько 250 км на південний схід від Рима, 75 км на схід від Неаполя, 25 км на схід від Авелліно.
Населення — 4218 осіб (2014).
Щорічний фестиваль відбувається 30 вересня. Покровитель — Sant'Amato di Nusco.

## Демографія
Населення за роками:

Станом на 1 січня 2023 року в муніципалітеті офіційно проживали 72 іноземці з 21 країни, серед них 29 громадян країн Євросоюзу та 8 громадян України.

## Сусідні муніципалітети
- Баньолі-Ірпіно
- Кассано-Ірпіно
- Кастельфранчі
- Ліоні
- Монтелла
- Монтемарано
- Сант'Анджело-дей-Ломбарді
- Торелла-дей-Ломбарді